# (5039) Rosenkavalier
(5039) Rosenkavalier (1967 GM1) – planetoida z pasa głównego asteroid okrążająca Słońce w ciągu 5,24 lat w średniej odległości 3,02 j.a. Odkryta 11 kwietnia 1967 roku.